# Амфибрахий
Амфибрахий (на гръцки: ἀμφίβραχυς – кратък от двете страни) е трисрична ритмическа стъпка в поезията. В античното метрическо стихосложение първата и третата сричка са с кратки гласни, а втората сричка е с дълга гласна, общо четири мори. В силаботоническото стихосложение е трисрична ритмическа стъпка с ударение на втората сричка ({\displaystyle \cup {\acute {-}}\cup }). Ритъмът на амфибрахия е плавен, подходящ е за изразяване на елегични настроения, на размисли, за разказване на случки, но е използван успешно и в много други случаи.
Според броя на ритмическите стъпки в стиха се различава двустъпен, тристъпен, четиристъпен, петостъпен и шестостъпен амфибрахий. В редки случаи може да има и повече стъпки. Амфибрахият е доста застъпен в българската поезия.
В четиристъпен амфибрахий е създадено стихотворението „Арменци“ на Пейо Яворов:
Изгна̀ници клѐти, отло̀мка нищо̀жна, {\displaystyle \cup {\acute {-}}\cup } | {\displaystyle \cup {\acute {-}}\cup } | {\displaystyle \cup {\acute {-}}\cup } | {\displaystyle \cup {\acute {-}}\cup }
от вѝнаги хра̀бър наро̀д мъченѝк,
дечѝца на ма̀йка, робѝня трево̀жна,
и жѐртви на по̀двиг чуто̀вно велѝк...
Както и „Елате ни вижте“ на Иван Вазов:
Сѐ то̀з вѝк ме срѐща, изпра̀ща по пъ̀тя,
по кръ̀чми, по хѝжи — ума̀ ми размъ̀тя.
Отбѝвам се в сѐлското бѐдно жилѝще:
картѝна плачѐвна душа̀ ми покъ̀ртя!
„Ела̀те ни вѝжте“